# Romain Hilgert
Romain Hilgert (* 22. Dezember 1954 in Luxemburg) ist ein luxemburgischer Journalist und Autor.
Nach Besuch des Lycée de garçons in Luxemburg arbeitete Hilgert in verschiedenen Unternehmen und war zwischen 1978 und 1979 Mitherausgeber der linksgerichteten  Zeitung Brandstëfter. Onofhängeg zeddéng fir bewegong.
In den 1980er Jahren war er als Journalist für die Ressorts Politik und Kultur zuständig bei den Tageszeitungen Tageblatt und Zeitung vum Lëtzebuerger Vollek.
Nach einer Tätigkeit beim soziokulturellen Radio 100,7 wurde er 1994 Politikredakteur sowie ab 2004 Geschäftsführer und Chefredakteur der renommierten Wochenzeitung D’Lëtzebuerger Land.

## Publikationen
- « Koumdumatséngembläistëftdennanetsméchel ». In: Michel Rodange: Rénert – de Fuuss am Frack an a Maansgréisst. (komplett Editioun mat historeschen a politeschen Explikatioune vum Romain Hilgert), Luxemburg, 1987. S. 5–27.
- Romain Hilgert: Zeitungen in Luxemburg 1704-2004. Service Information et Presse, 2004, ISBN 2-87999-135-8. Online verfügbar auf der Website des luxemburgischen Informations- und Presseamtes, PDF, 4,29 MB